# Epicanto
L'epicanto è la piega cutanea che si trova sopra l'occhio davanti alla palpebra.
L'epicanto può essere:
- mediale, se posto prevalentemente nella zona vicino al naso;
- mediano, cioè in posizione centrale;
- laterale, se posto nella zona più esterna.

L'epicanto può anche non essere pronunciato e quindi assente.
La distribuzione mondiale di questi tre tipi non sottolinea nessuna peculiarità etnica né patologica.

## Plica mongolica
La posizione mediale dell'epicanto, talvolta detta "plica mongolica", è caratteristica di popolazioni diverse quali i Boscimani, le genti asiatiche, amerindie e anche presso alcuni europei (ad esempio gli scandinavi, i sami e i polacchi). Inoltre, è quasi una costante nella sindrome di Down (per tale motivo in passato tale malattia venne definita mongoloidismo) ed è spesso presente anche in persone affette da molte altre sindromi genetiche.
Charles Darwin ipotizzò un significato evoluzionistico di tipo adattativo-selettivo per spiegare la particolarità dell'epicanto mediale, e ancora oggi tale tesi è abbondantemente utilizzata (cfr. ceppo mongoloide). Secondo tale teoria la medialità dell'epicanto è finalizzata a difendere l'occhio dai venti freddi della Siberia, tant'è che la visione non ne risulta essere diminuita.
Cavalli-Sforza avanza però l'ipotesi che successivamente tale variante si sia diffusa non più a scopo selettivo, ma come carattere culturale estetico, cosa che spiegherebbe la sua presenza oltre il freddo continentale siberiano.